# Верес, Кирилл Кириллович
Кири́лл Кири́ллович Ве́рес (укр. Кирило Кирилович Верес; 1989, Мурованые Куриловцы) — украинский военнослужащий, подполковник, участник российско-украинской войны. Герой Украины (2022).

## Биография
Родился в 1989 году. В возрасте 20 лет работал директором по развитию на нудистском пляже Труханова острова в Киеве.
Свою военную карьеру начал в 2014 году в батальоне полиции «Киев-1» в Славянске, где служил разведчиком. К 2015 году стал контрразведчиком Службы безопасности Украины и участвовал в задержании российских офицеров ГРУ Александра Александрова и Евгения Ерофеева. В 2016 году служил офицером 92-й отдельной механизированной бригады.
С началом полномасштабного вторжения России в Украину в феврале 2022 года командовал батальоном К-2 54-й отдельной механизированной бригады имени гетмана Ивана Мазепы. Под его руководством подразделение обороняло направления Соледар-Северск. 8 декабря 2024 года Верес объявил о трансформации батальона в 20-й отдельный полк беспилотных систем К-2.

## Награды
- Звание «Герой Украины» с удостоением ордена «Золотая Звезда» (4 апреля 2022) — за личное мужество и героизм, проявленные в защите государственного суверенитета и территориальной целостности Украины, верность военной присяге[2].
- Орден Богдана Хмельницкого I степени (13 октября 2020) — за личное мужество и высокий профессионализм, проявленные в защите государственного суверенитета и территориальной целостности Украины, верность военной присяге[3].
- Орден Богдана Хмельницкого II степени (10 октября 2019) — за личное мужество и высокий профессионализм, проявленные в защите государственного суверенитета и территориальной целостности Украины, верность военной присяге[4].
- Орден Богдана Хмельницкого III степени (10 апреля 2017) — за личное мужество и высокий профессионализм, проявленные в защите государственного суверенитета и территориальной целостности Украины, верность военной присяге[5].
- Медаль «За военную службу Украине» (23 августа 2018) — за личное мужество и отвагу, проявленные в защите государственных интересов, укрепление обороноспособности и безопасности Украины[6].